# Paavo Aaltonen
Paavo Aaltonen (Kemi, Finlàndia 1919 - Sipoo 1962) fou un gimnasta artístic finlandès, guanyador de cinc medalles olímpiques.

## Biografia
Va néixer el 12 de desembre de 1919 a la ciutat de Kemi, població situada a la província de Lapònia.
Va morir el 9 de setembre de 1962 a la ciutat de Sipoo, situada a la regió d'Uusimaa.

## Carrera esportiva
Va participar, als 28 anys, en els Jocs Olímpics d'Estiu de 1948 celebrats a Londres (Regne Unit), on va aconseguir guanyar quatre medalles olímpiques: la medalla d'or en la competició per equips, en la prova de salt sobre cavall i de cavall amb arcs, així com la medalla de bronze en la prova individual, a més de finalitzar setè en la prova de barres paral·leles com a resultat més destacat. En la prova de cavall amb arcs compartí la seva victòria amb els seus compatriotes Veikko Huhtanen i Heikki Savolainen.
En els Jocs Olímpics d'Estiu de 1952 realitzats a Hèlsinki (Finlàndia) aconseguí guanyar la medalla de bronze en la prova per equips, si bé en la resta de proves no tingué cap mena d'èxit.
Al llarg de la seva carrera guanyà una medalla d'or en el Campionat del Món de gimnàstica artística.